# ثكنات المعادي
ثكنات المعادي هي منطقة هادئة من الأحياء الراقية تقع في جنوب القاهرة، وهي أحد أجزاء حي المعادي بمحافظة القاهرة حالياً - حلوان سابقاً، جمهورية مصر العربية. هي عبارة عن تجمع سكني قليل الكثافة السكانية مقارنة بمعظم أحياء حلوان و القاهرة. يمر بها خط مترو أنفاق القاهرة وتوجد بها محطة تحمل نفس الاسم، ثكنات المعادي.

## معالم
من أهم شوارع ثكنات المعادي:
- شارع 9.
- شارع 15.
- شارع القنال.

كما يحدها من الجنوب كوبري شمال طره الذي يربط بين الكورنيش و طريق الأوتوستراد.
1. ↑  "مترو القاهرة | نتائج البحث". www.cairometro.gov.eg. مؤرشف من الأصل في 2024-02-20. اطلع عليه بتاريخ 2024-08-29.